# 西戸山公園野球場
西戸山公園野球場（にしとやまこうえんやきゅうじょう）とは，東京都新宿区百人町にある新宿区立野球場である。

## アクセス
- 電車
  - JR山手線・高田馬場駅から徒歩7分。
  - JR中央・総武線（各駅停車）・大久保駅から徒歩10分。